# Rousson, Gard
Rousson är en kommun i departementet Gard i regionen Occitanien i södra Frankrike. Kommunen ligger i kantonen Alès-Nord-Est som tillhör arrondissementet Alès. År 2022 hade Rousson 4 437 invånare.

## Befolkningsutveckling
Antalet invånare i kommunen Rousson
Referens:INSEE